# جوني ماركس
جوني ماركس (بالإنجليزية: Johnny Marks)‏ هو ملحن وكاتب أغاني وشاعر أمريكي، ولد في 10 نوفمبر 1909 في ماونت فيرنون في الولايات المتحدة، وتوفي في 3 سبتمبر 1985 في نيويورك في الولايات المتحدة بسبب السكري.

## وصلات خارجية
- جوني ماركس على موقع IMDb (الإنجليزية)
- جوني ماركس على موقع ميوزك برينز (الإنجليزية)
- جوني ماركس على موقع أول ميوزيك (الإنجليزية)
- جوني ماركس على موقع ديسكوغز (الإنجليزية)
- جوني ماركس على موقع قاعدة بيانات الفيلم (الإنجليزية)